# Kovilkinói járás
A Kovilkinói járás (oroszul Ковылкинский район, erza nyelven Ковёлбуе, moksa nyelven Лашмонь аймак) Oroszország egyik járása Mordvinföldön. Székhelye Kovilkino.

## Népesség
- 1989-ben 33 488 lakosa volt.
- 2002-ben 25 488 lakosa volt, melynek 49,9%-a orosz, 48,6%-a moksa.
- 2010-ben 22 523 lakosa volt, melynek 51,7%-a mordvin, 46,6%-a orosz.